# Jeffrey Olver
Jeffrey Olver (26 dicembre 1960) è un ex calciatore ed ex giocatore di calcio a 5 australiano.

## Carriera
Come massimo riconoscimento in carriera vanta la partecipazione, con la Nazionale maschile di calcio a 5 dell'Australia, al FIFA Futsal World Championship 1989 nel quale i socceroos si sono fermati al primo turno, affrontando Stati Uniti, Italia e Zimbabwe.